# Reinoud II van Bourgondië
Reinoud II van Bourgondië (circa 1061 — 1097) was van 1087 tot aan zijn dood graaf van Bourgondië en graaf van Mâcon. Hij behoorde tot het huis Ivrea.

## Levensloop
Reinoud was een zoon van graaf Willem I van Bourgondië en diens echtgenote Stephania van Longwy-Metz.
Na de dood van zijn vader in 1087 erfde Reinoud de graafschappen Bourgondië en Mâcon. Hij huwde met gravin Regina van Oltingen, met wie hij een zoon Willem II kreeg, die later graaf van Bourgondië werd.
In 1095 besloot Reinoud deel te nemen aan de Eerste Kruistocht. In 1097 stierf hij tijdens deze kruistocht, waarna zijn jongere broer Stefanus I hem opvolgde als graaf van Bourgondië en Mâcon.

## Voorouders
| Voorouders van Reinound II van Bourgondië (1061-1094) | Voorouders van Reinound II van Bourgondië (1061-1094)                    | Voorouders van Reinound II van Bourgondië (1061-1094)                    | Voorouders van Reinound II van Bourgondië (1061-1094)                     | Voorouders van Reinound II van Bourgondië (1061-1094)                     | Voorouders van Reinound II van Bourgondië (1061-1094)               | Voorouders van Reinound II van Bourgondië (1061-1094)               | Voorouders van Reinound II van Bourgondië (1061-1094)               | Voorouders van Reinound II van Bourgondië (1061-1094)               |
| ----------------------------------------------------- | ------------------------------------------------------------------------ | ------------------------------------------------------------------------ | ------------------------------------------------------------------------- | ------------------------------------------------------------------------- | ------------------------------------------------------------------- | ------------------------------------------------------------------- | ------------------------------------------------------------------- | ------------------------------------------------------------------- |
| Overgrootouders                                       | Otto Willem van Bourgondië (962-1026) ∞ Ermentrudis van Roucy (959-1004) | Otto Willem van Bourgondië (962-1026) ∞ Ermentrudis van Roucy (959-1004) | Richard II van Normandië (963–1026) ∞ 1000 Judith van Bretagne (982-1017) | Richard II van Normandië (963–1026) ∞ 1000 Judith van Bretagne (982-1017) | ? (-) ∞ ? (-)                                                       | ? (-) ∞ ? (-)                                                       | ? (-) ∞ ? (-)                                                       | ? (-) ∞ ? (-)                                                       |
| Grootouders                                           | Reinoud I van Bourgondië (986-1057) ∞ Adelheid van Normandië (1005-1038) | Reinoud I van Bourgondië (986-1057) ∞ Adelheid van Normandië (1005-1038) | Reinoud I van Bourgondië (986-1057) ∞ Adelheid van Normandië (1005-1038)  | Reinoud I van Bourgondië (986-1057) ∞ Adelheid van Normandië (1005-1038)  | ? (-) ∞ ? (-)                                                       | ? (-) ∞ ? (-)                                                       | ? (-) ∞ ? (-)                                                       | ? (-) ∞ ? (-)                                                       |
| Ouders                                                | Willem I van Bourgondië (1020-1087) ∞ Stephania van Longwy-Metz (-)      | Willem I van Bourgondië (1020-1087) ∞ Stephania van Longwy-Metz (-)      | Willem I van Bourgondië (1020-1087) ∞ Stephania van Longwy-Metz (-)       | Willem I van Bourgondië (1020-1087) ∞ Stephania van Longwy-Metz (-)       | Willem I van Bourgondië (1020-1087) ∞ Stephania van Longwy-Metz (-) | Willem I van Bourgondië (1020-1087) ∞ Stephania van Longwy-Metz (-) | Willem I van Bourgondië (1020-1087) ∞ Stephania van Longwy-Metz (-) | Willem I van Bourgondië (1020-1087) ∞ Stephania van Longwy-Metz (-) |